# Karakum

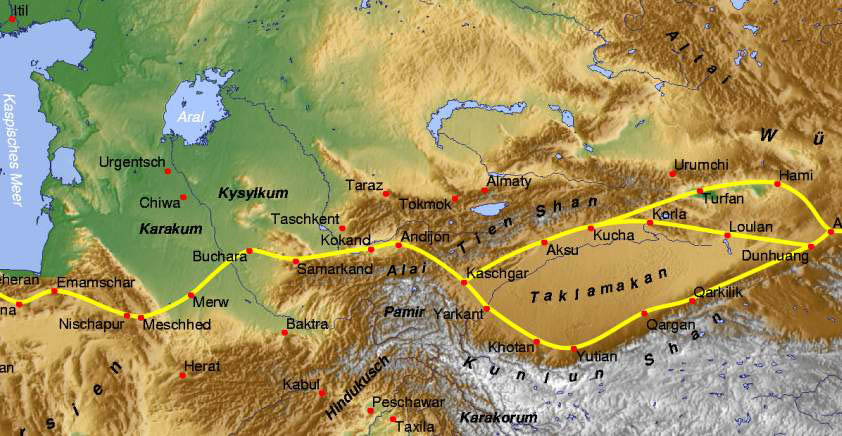
Zentralasien mit der Seidenstraße; die Karakum liegt östlich des Kaspischen Meers

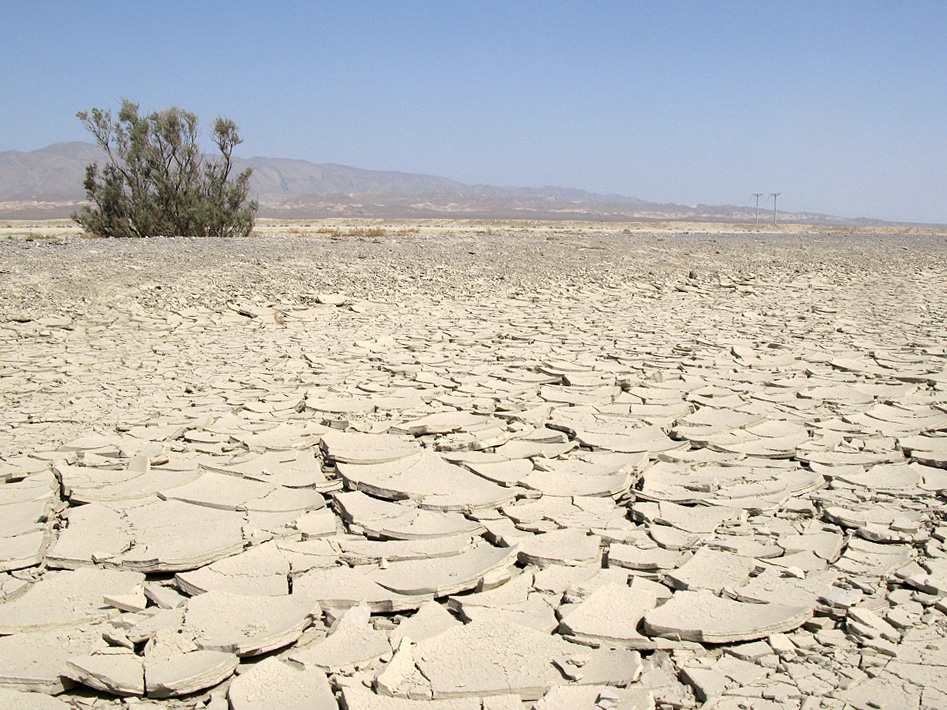
Die Karakum in Turkmenistan

Die Karakum (auch Kara-Kum, russisch Каракумы, deutsch ‚Schwarzer Sand‘, turkmenisch Garagum, usbekisch Qoraqum) ist eine Wüste in Zentralasien. Zusammen mit den benachbarten Wüsten Kysylkum (‚Roter Sand‘) und Aralkum nimmt sie den größten Teil des inneren Tieflands von Turan ein. Sie gehört zu den Regenschattenwüsten.
Die Karakum liegt westlich des Flusses Amudarja und gehört fast vollständig zum Staatsgebiet von Turkmenistan, lediglich an den nördlichen Randgebieten hat auch Usbekistan einen Anteil. Vom Kaspischen Meer im Westen ist die Wüste durch die Gebirgszüge des Großen Balkan und des Kopet-Dag getrennt. Die Karakum nimmt etwa 90 % der Fläche Turkmenistans ein und hat eine Größe von über 400.000 km². Die extrem wasserarme Region wird im Süden vom etwa 1445 km langen Karakum-Kanal durchquert, mit dessen Bau 1950 begonnen wurde.

## Geschichte
Die Karakum war einst Heimat einer frühzeitlichen Hochkultur, die bislang als Oxus-Kultur oder Oxus-Zivilisation, zuweilen auch nur als „Oasenkultur“ bekannt ist. Diese eigenständige Kultur entstand zeitgleich mit den bekannten Hochkulturen am Nil, in Mesopotamien und im Indus-Tal, im 4. Jahrtausend v. Chr. Um 1700 v. Chr. verschwand die Kultur auf bislang ungeklärte Weise, als vermutlich eine Landflucht in Richtung Zweistromland einsetzte.
Lange nachdem die Oasenkultur verschwunden war, verlief die Seidenstraße durch die Karakum. Die Oasenstadt Merw war wichtige Zwischenstation dieser Handelsroute des Altertums und Mittelalters.

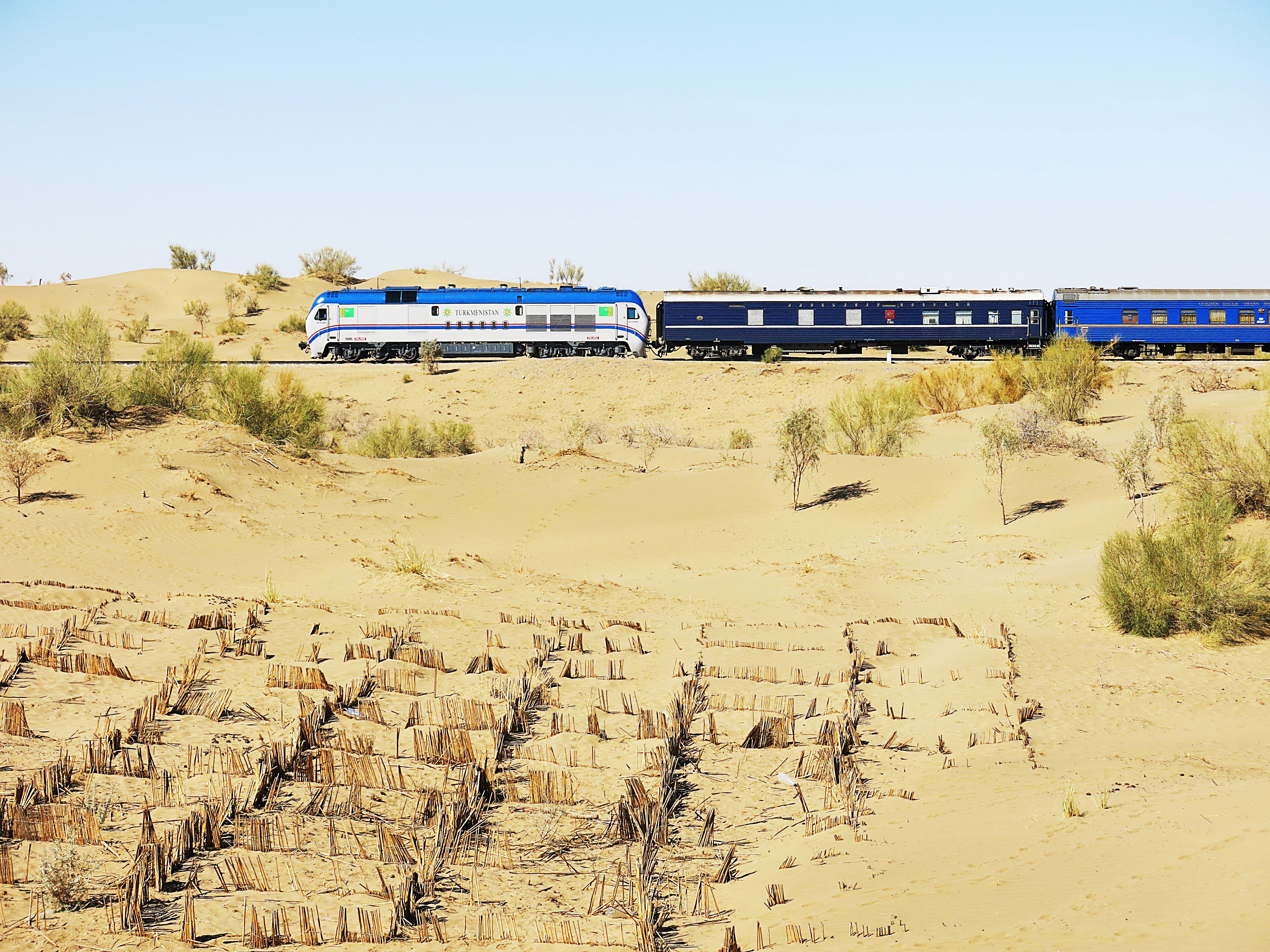
Expresszug auf der Transkarakum-Strecke Aşgabat–Daşoguz zwischen den Oasen Yerbent und Bokurdak

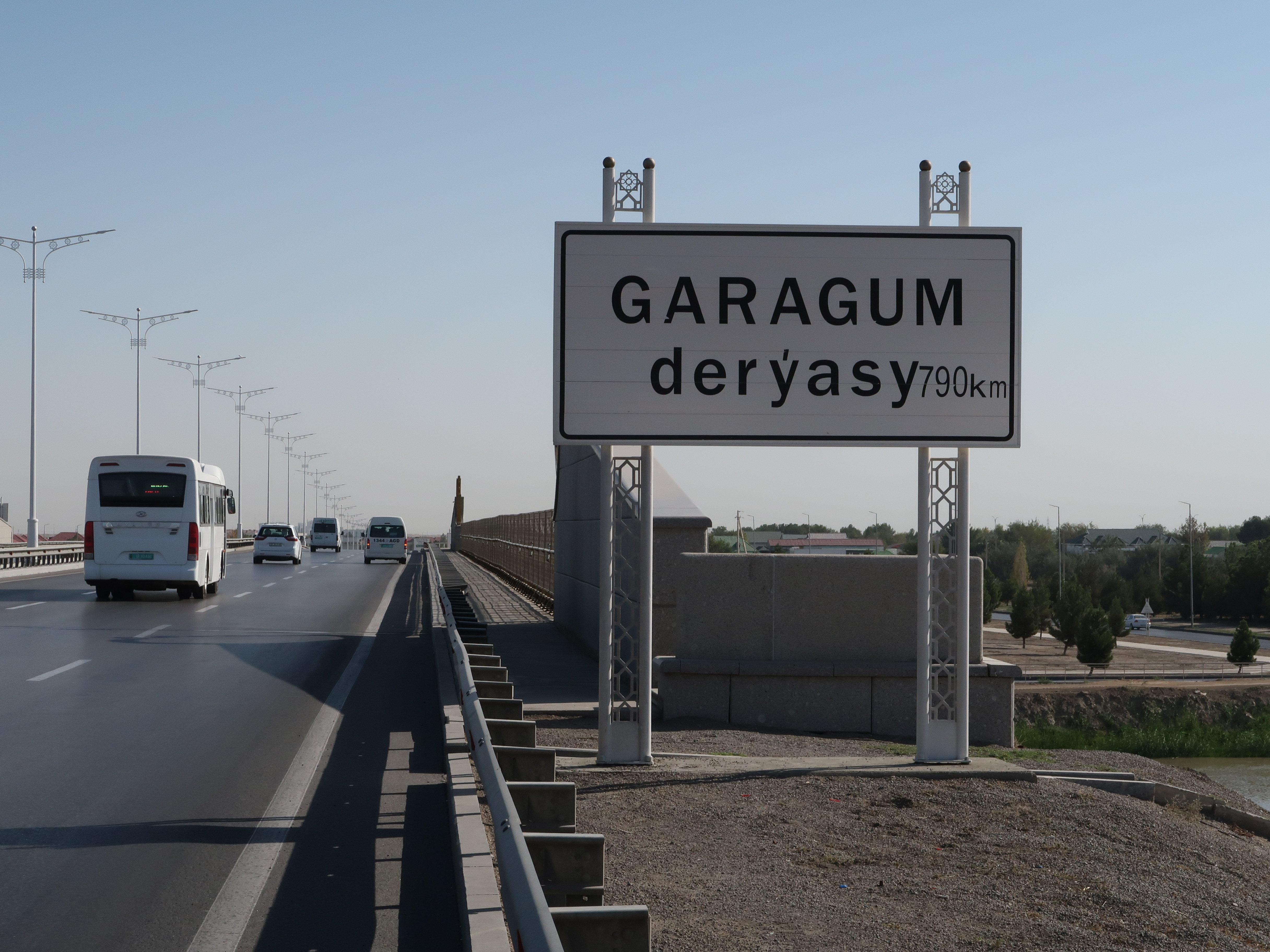
Europastraße 003 im Norden von Aşgabat

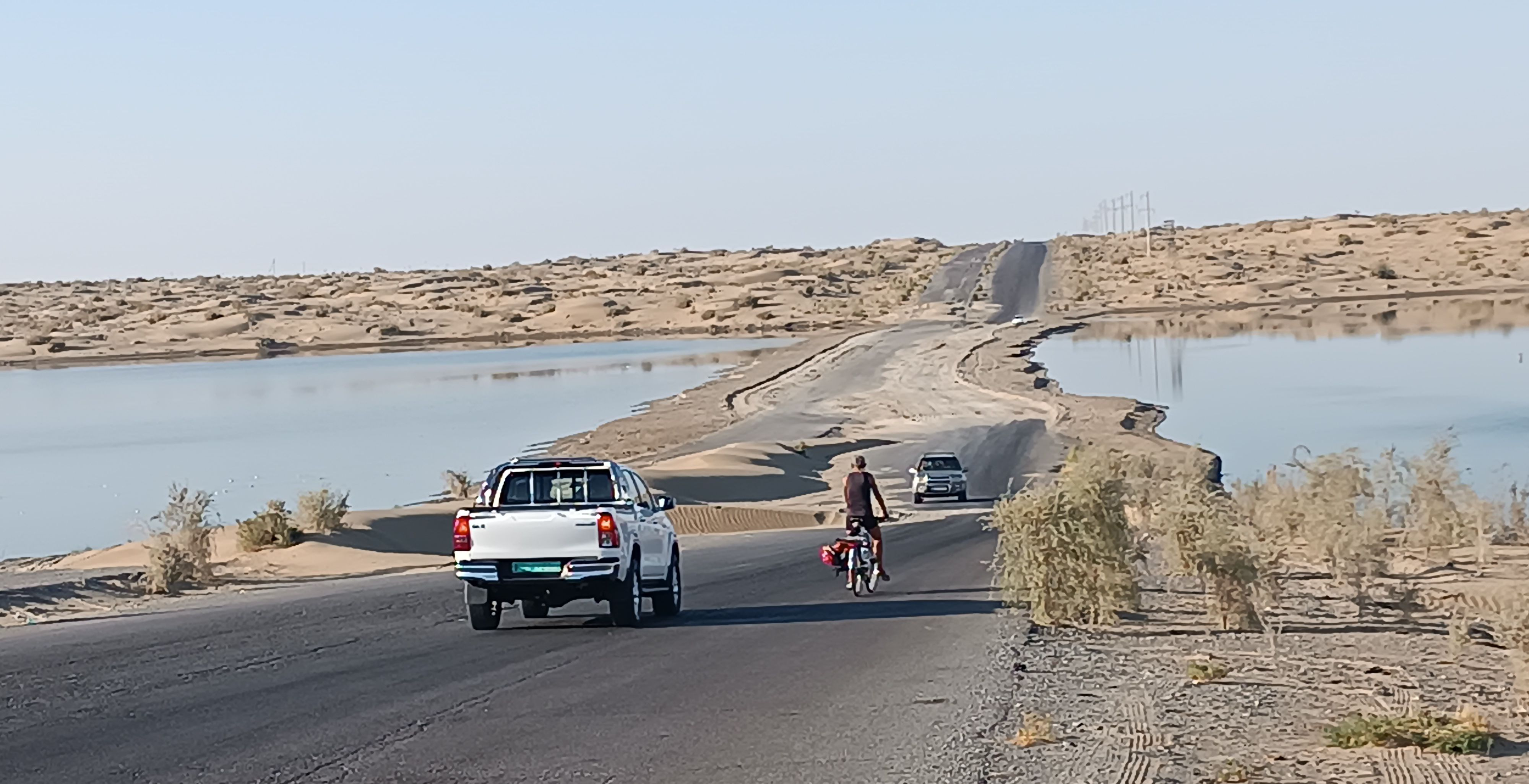
Europastraße 003 in der Karakum-Wüste

Im Jahr 2000 begann die turkmenische Regierung im Tal Karaschor nahe der Stadt Yaila mit der Anlage eines Sees in der Wüste. Das erste Wasser floss nach der Vollendung des ersten Bauabschnitts am 15. Juli 2009 in die Anlage, die in Gegenwart von Regierungschef Gurbanguly Berdimuhamedow in Betrieb genommen wurde. Die Zuflusskanäle sollen eine Länge von über 2500 Kilometern erreichen, der See soll 100 km lang und 19 km breit werden. Die Fläche von 1900 Quadratkilometern entspricht fast drei Vierteln des Saarlands. Pro Jahr sollen 10 Milliarden Kubikmeter mineralisiertes Sickerwasser in das Reservoir fließen, das eine Gesamtkapazität von 132 Milliarden Kubikmeter besitzen wird. Das Projekt soll im Jahr 2020[veraltet] vollendet sein.
Die eingleisige Bahnstrecke Aşgabat–Daşoguz wurde von 2000 bis 2006 durch die Wüste errichtet, seit 2022 gibt es auf ihr nur noch Güterverkehr. Die Bahn verläuft zum großen Teil parallel zur Europastraße 003, die die Wüste zwischen Daşoguz und Aşgabat durchquert.

## Physische Geographie
Das Tiefland von Turan erstreckt sich zwischen dem flachen Landrücken der Kasachischen Schwelle mit dem Aralsee im Norden, dem stark aufgegliederten Hochgebirge von Pamir und Hindukusch im Osten, dem mäßig hohen seismisch aktiven Faltengebirgsstrang des Kopet-Dag im Süden und dem Kaspischen Meer im Westen.
Aufgrund der kontinentalen Lage ist die Karakum extrem trocken. Daher finden sich hier je nach Gestaltung des Untergrunds harte Lehmwüste, trockene Kalktafeln oder von groben Gesteinsschuttmänteln umgebene vereinzelte Restberge. Den größten Teil des Gebiets nimmt jedoch Sandwüste ein, der jedoch nicht schwarz ist, auch wenn der Name „Schwarzer Sand“ dieses andeutet. Sie besteht aus dem Material, das dem Flusstal des Amudarja und zerfallendem Sandstein entstammt. Es sind dabei gewellte Sanddecken anstatt hoher Dünen zu finden. Hier herrscht in der Regel Winderosion vor.

## Klima
Diese Region ist vom Kontinentalklima geprägt. Im Sommer bewegen sich die Temperaturen im Mittel zwischen 27 °C und 32 °C. Bei hohen Mittagstemperaturen und wolkenlosem Himmel wird der Sand bis auf 70 °C erhitzt. Nachmittags treten infolge der Hitze sehr häufig Stürme auf. Die Winter sind meist kalt (die Januartemperatur liegt im Mittel zwischen −6 °C und 5 °C) und werden durch die Dauer der Fröste und die geringe Schneedecke bestimmt, die meist nur wenige Wochen liegen bleibt.
Der Großteil der Niederschläge fällt im Frühjahr und Frühsommer, wobei der durchschnittliche Jahresniederschlag zwischen 100 mm und 150 mm beträgt.

## Fauna und Flora

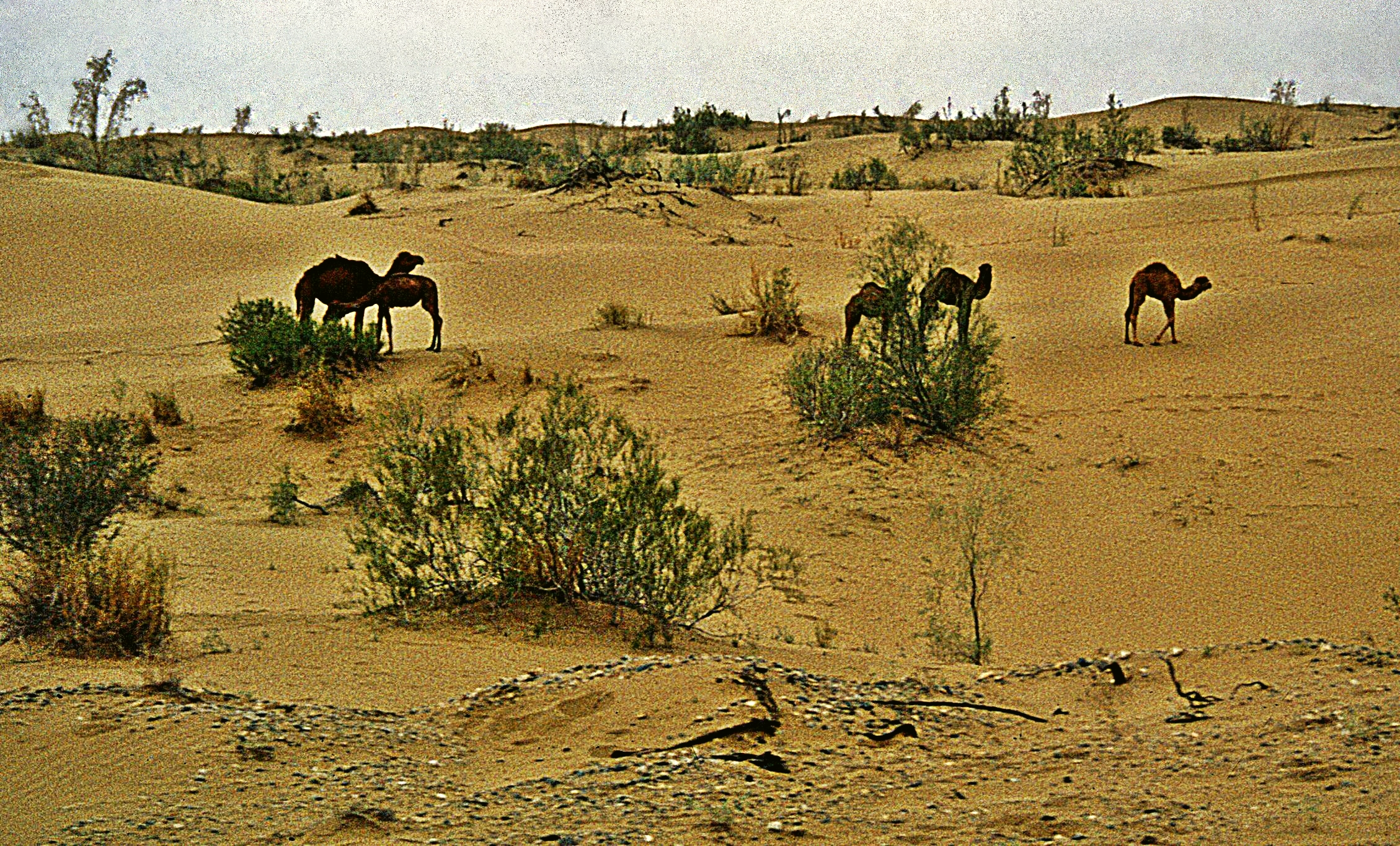
Kamele in der Karakum

Aus klimatischen Gründen (hohe Sommertemperaturen und kalte Winter) findet sich in der Karakum allenfalls Steppenvegetation mit verschiedenen Grasarten und Halbsträuchern wie z. B. Artemisia kemrudica und A. badhysi, aber auch der Saxaul ist hier beheimatet. Die Wüsten werden als Weiden für Schafe und Kamele genutzt.
Hier sind Karakal, Sandkatze, Brillenschlange, Vierzehenschildkröte, Gecko und der bis zu 1,5 m lange Wüstenwaran heimisch.

## Bodenschätze

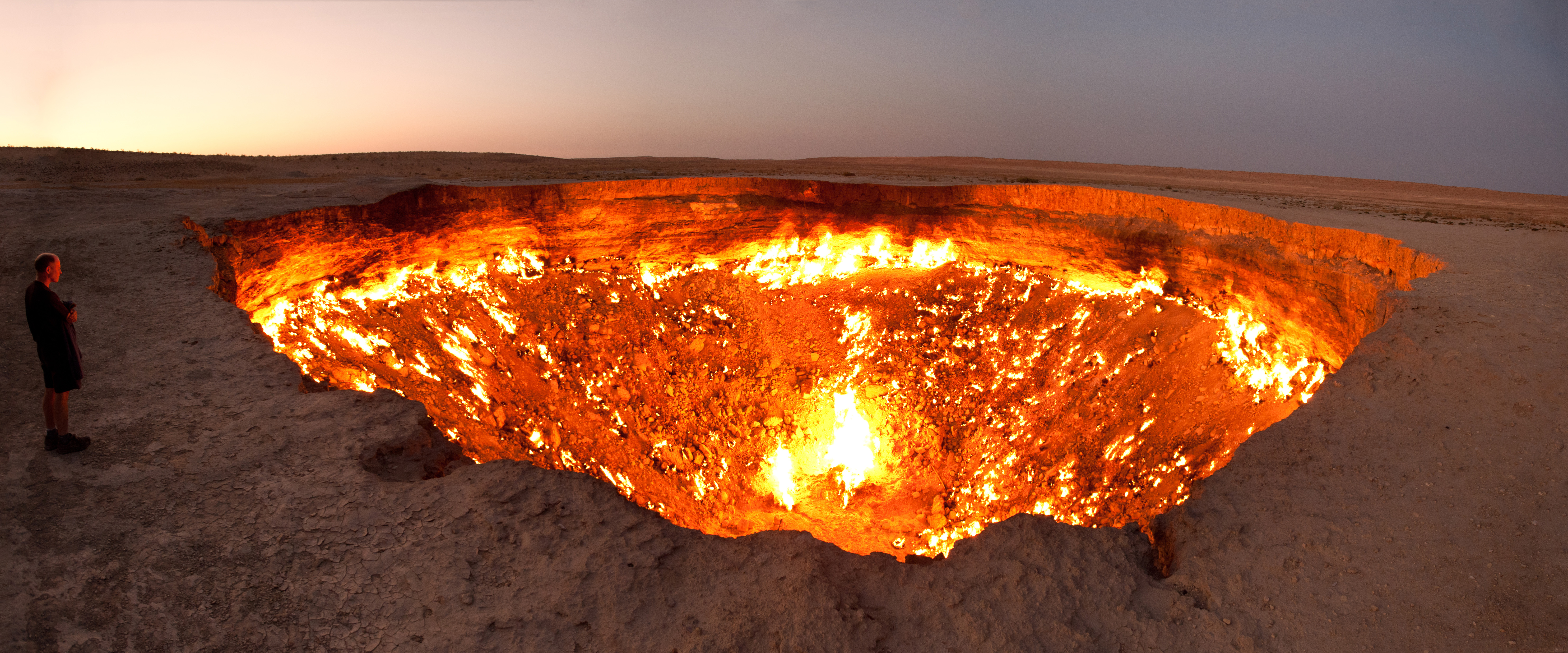
Krater von Derweze, auch als Tor zur Hölle bekannt, in der Nacht

In der Karakum befinden sich bedeutende Erdöl- und Erdgasvorkommen, wie zum Beispiel der Krater von Derweze belegt.